# Sachsenheim
Sachsenheim là một thị xã ở huyện Ludwigsburg, Baden-Württemberg, Đức. Đô thị này có diện tích 57,92 km², dân số thời điểm ngày 31 tháng 12 năm 2006 là 246 người. Đô thị này có cự ly 11 km về phía tây bắc Ludwigsburg.